# Sibine stimulea
Sibine stimulea (лат. ) — бабочка семейства слизневидок.
Имаго — тёмно-коричневая моль. Гусеница зелёная, по обоим концам тела коричневая, в центре имеется коричневое пятно с белой окантовкой, напоминающее седло. Длина тела 2,5—3 см. С обоих концов тела у гусеницы пара мясистых отростков—«рожек» с волосками-жалами, содержащими яд. Укол может быть болезненным и вызвать отёк, тошноту, сыпь, которые держатся несколько дней.

## Распространение
Вид обитает в Северной и Южной Америке.

## Питание
Гусеницы питаются многими видами растений, такими как Adonidia merrillii, гибискус китайский, финик пальчатый и др.